# Локате-Варезіно
Локате-Варезіно (італ. Locate Varesino) — муніципалітет в Італії, у регіоні Ломбардія, провінція Комо.
Локате-Варезіно розташоване на відстані близько 510 км на північний захід від Рима, 33 км на північний захід від Мілана, 19 км на південний захід від Комо.
Населення — 4364 особи (2014).
Покровитель — Quirico e Giulitta.

## Демографія
Населення за роками:

Станом на 1 січня 2023 року в муніципалітеті офіційно проживало 320 іноземців з 29 країн, серед них 53 громадяни країн Євросоюзу та 21 громадянин України.

## Сусідні муніципалітети
- Каїрате
- Карбонате
- Фаньяно-Олона
- Горла-Маджоре
- Традате